# Abborrtjärnen (Högsjö socken, Ångermanland, 696107-160566)
Abborrtjärnen är en sjö i Härnösands kommun i Ångermanland och ingår i Ångermanälven-Gådeåns kustområde.